# Федорченко, Алексей Станиславович
Алексе́й Станисла́вович Федо́рченко (род. 29 сентября 1966, Соль-Илецк, СССР) — российский кинорежиссёр, продюсер, сооснователь кинокомпании «29 февраля».

## Биография
Родился в колонии-поселении в Соль-Илецке Оренбургской области. С 1967 года живёт в Свердловске (ныне — Екатеринбург).
В 1988 году окончил инженерно-экономический факультет Уральского политехнического института. С 1988 по 1990 год — инженер-экономист НПО автоматики им. академика Н. А. Семихатова.
С апреля 1990 года — старший экономист творческо-производственного объединения хроникально-документальных фильмов «Надежда» Свердловской киностудии, с 1991 года — заместитель директора этого объединения. С 1994 года — заместитель по экономике директора Свердловской киностудии.
В 1998 году поступил во ВГИК, факультет допобразования (киносценарная мастерская В. К. Черных, Л. А. Кожиновой и Ю. И. Рогозина). В 2000 году окончил ВГИК по специальности «Литературный работник, кинодраматург». Написал сценарий фильма «Охота на зайцев» (реж. Игорь Волошин).
В 2000 году стал директором продюсерского управления Свердловской киностудии, с 2003 года — режиссёром.
Вдвоём с Дмитрием Воробьёвым в 2004 году создали кинокомпанию «29 февраля». С 2005 года — продюсер и режиссёр кинокомпании «29 февраля».
Член Союза кинематографистов России, гильдии кинорежиссёров России, КиноСоюза, а также член Азиатско-Тихоокеанской и Европейской киноакадемии.
С 2014 года в планах режиссёра — «Космический Маугли» по повести «Малыш» братьев Стругацких.
Ведёт кинопрактикум в Екатеринбургском театральном институте. С 2016 года работает в жюри Международного театрального фестиваля современной драматургии «Коляда-Plays» (Екатеринбург).

## Общественная позиция
Подписал открытое письмо КиноСоюза против военного вторжения России в Украину.

## Фильмография

### Игровое кино
- 2004 — Первые на Луне
- 2006 — Шошо
- 2008 — Железная дорога
- 2010 — Овсянки
- 2012 — Хроноглаз — короткометражный фильм в альманахe «Четвёртое измерение» («The 4th Dimension»)
- 2012 — Небесные жёны луговых мари
- 2014 — Ангелы революции
- 2017 — Куда ушло время? / Where Has the Time Gone? — новелла в полнометражном фильме
- 2018 — Война Анны
- 2020 — Последняя «Милая Болгария»

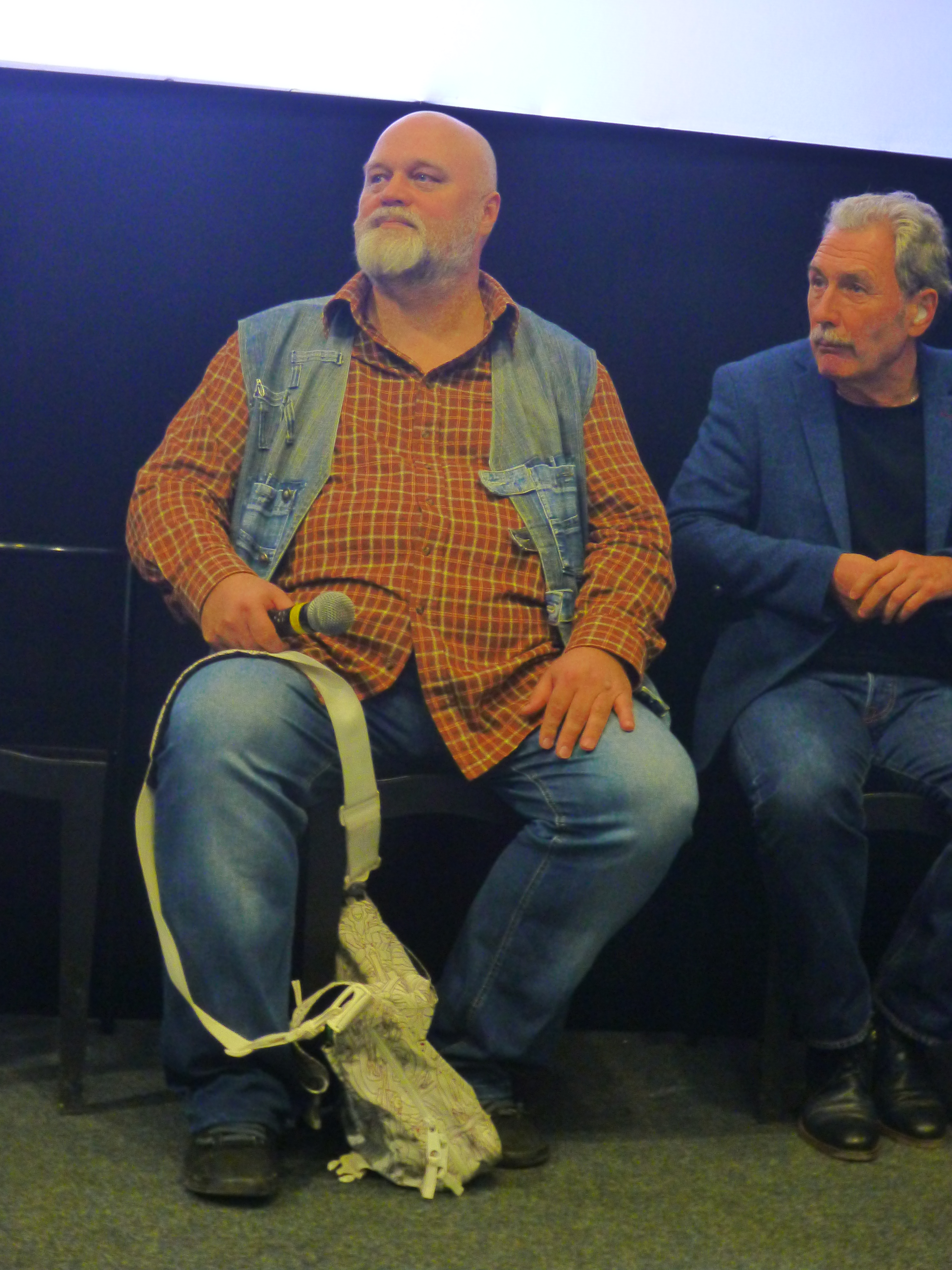
На кинофестивале «Россия», Екатеринбург, 2019

- 2021 — Большие змеи Улли-Кале
- 2023 — Новый Берлин

### Телесериалы
- 2006 — Похищение воробья

### Неигровое кино
- 2002 — Давид
- 2003 — Дети белой могилы
- 2009 — Банный день[8]
- 2010 — Ветер Шувгей[9]
- 2011 — Австралия[10]
- 2018 — Кино эпохи перемен[11]
- 2021 — Монета страны Малави[12]
- 2023 — Колбаса Митрофана Аксёнова
- 2024 — #подногами (39 мин.)

## Отзывы
Федорченко — совершенно оригинальная фигура в современном российском кинематографе третьего тысячелетия. В первую очередь потому, что от фильма к фильму он изобретал новый стиль и жанр киноповествования: это и смесь документалистики с псевдодокументалистикой, и превращение драматического фильма в тонкую комедию.
— Марко Мюллер, художественный руководитель Римского фестиваля, 2014

## Награды
«Давид»
- Гран-при МКФ в Стокгольме
- Гран-при V Международного фестиваля документального кино «Rostage Euroup» в Люблине
- Приз «Варшавский феникс» МКФ «Еврейские мотивы» в Варшаве

«Дети Белой могилы»
- Гран-при МКФ «Перекрёсток Европы» в Люблине

«Первые на Луне»
- 2005 — Приз за лучший документальный фильм программы «Горизонты» МКФ в Венеции
- 2005 — Приз за лучший дебют и приз гильдии кинокритики ОРКФ «Кинотавр» в Сочи
- Главный приз «Золотая коляска» МКФ в Загребе
- Приз «Золотая Любина» и Приз за лучший дебют МКФ в Коттбусе
- Гран-при МКФ фантастических фильмов имени Жюля Верна «Утопиале» в Нанте
- Гран-при МФ «Киноблик» в Штутгарте
- SEFS, Evrocon, Киев: Приз лучшему режиссёру мистификации
- Приз «Сталкер» за режиссуру
- 2008 — медаль имени академика Н. А. Семихатова «За заслуги перед космонавтикой»[14]

«Железная дорога»
- Приз «Серебряная ладья» и Приз гильдии кинокритики кинофестиваля «Окно в Европу» (г. Выборг)
- Первый приз Фестиваля «Дебошир» (г. Санкт-Петербург)

«Овсянки»
- 2010 — Приз мировой кинопрессы FIPRESSI на Венецианском фестивале
- 2010 — Приз экуменического жюри за духовность на Венецианском фестивале
- Гран-при МКФ в Абу-Даби
- Приз за лучшую режиссёрскую работу на фестивале «Меридианы Тихого» (Владивосток)
- Приз за лучшую режиссёрскую работу на фестивале «Киношок» (Анапа)
- Приз за лучшую режиссёрскую работу на МКФ в Мар-дель-Плата
- Премия католических епископов имени падре Назарето Тодей «За духовность и человечность»
- Гран-при МКФ «Северное сияние» (Мурманск)
- Лонг-лист Европейской киноакадемии

«Хроноглаз»
- Специальный диплом жюри на Фестивале «Виват кино России!», Санкт-Петербург — 2012[15]

«Небесные жёны луговых мари»
- 13-й Международный Кинофестиваль фильмов Центральной и Восточной Европы GoEast[16][17]:
  - Премия Федерального министерства иностранных дел «за художественное своеобразие, которое создаёт культурное разнообразие»;
  - Приз Международной ассоциации кинопрессы ФИПРЕССИ
- XXIV открытый Российский Кинофестиваль «Кинотавр» в Сочи[18]:
  - диплом Гильдии киноведов и кинокритиков
- VII Международный кинофестиваль «Зеркало» имени Андрея Тарковского[19]:
  - приз зрительских симпатий;
- Международный кинофестиваль «Новые горизонты» во Вроцлаве — Гран-при[20]

«Ангелы революции»
- 2014 — специальный приз «Марка Аврелия будущего» на Римском кинофестивале[13][21]
- 2015 — приз за лучшую режиссуру на ОРКФ «Кинотавр» в Сочи[22]

«Война Анны»
- 2018 — главный приз на ОРКФ «Кинотавр» в Сочи
- 2019 — лучший фильм Российской академии кинематографических искусств «Ника»
- 2019 — премия «Золотой орёл» за лучший игровой фильм
- 2019 — премия «Золотой орёл» за лучшую режиссёрскую работу

«Последняя „Милая Болгария“»
- 2021 —  приз «Серебряный Георгий» 43-го Московского международного кинофестиваля за лучшую режиссёрскую работу[23]

«Большие змеи Улли-Кале»
- 2022  — приз Первого фестиваля авторского кино «Зимний» за лучшее визуальное решение[24]

«#подногами»
- 2024 — премия «Белый слон» в номинации «Лучший документальный (неигровой) фильм»[25].

- 2018 — премия за вклад в мировое кино на XXV Международном кинофестивале «Золотой кокон» в Адане (Турция)[26]